# Bailleul-Neuville
Bailleul-Neuville è un comune francese di 179 abitanti situato nel dipartimento della Senna Marittima nella regione della Normandia.

## Società

### Evoluzione demografica
Abitanti censiti